# Caserne Caporal Trésignies
La caserne Trésignies est une ancienne installation militaire à Charleroi construite en 1887, abritant aujourd'hui le Musée des Chasseurs à pied, l'Université Ouverte et des espaces de services à l'entrepreneuriat.

## Historique
La caserne fut édifiée en 1887 pour abriter les troupes militaires du 13e régiment de ligne et du 1er régiment de Chasseurs à pied.
Le nom de « Trésignies » lui fut donné en mémoire du caporal Léon Trésignies, un héros belge de la Première Guerre mondiale, milicien du 2e régiment de Chasseurs à pied, tué lors d'une contre-offensive de l'armée belge au Pont brûlé à Vilvorde en août 1914. Son régiment sera caserné en ce lieu à partir de 1919.
Vers 1938-1939, la caserne est agrandie par un vaste complexe moderniste érigé le long de la rue Émile Tumelaire.
En 1977 et 1978, la caserne est toujours un bâtiment militaire et est occupée par la Gendarmerie, qui y établit l’escadron d’instruction du 3° Groupe Mobile.
En 1979, la gendarmerie déménage ses activités dans un nouveau complexe, le centre d’instruction de Jumet, rue Docteur Pircard.

## Composition

### Bâtiments
Le bâtiment forme un vaste quadrilatère bâti principalement en briques sous toitures d'ardoises accessible par un porche d'allure néo-médiévale.

### Artefacts militaires
Dans la cour sont exposés un véhicule de transport de troupes américain M75 et un chasseur de chars allemand JPK.
Sur le pan nord du mur ouest figurent des panneaux routiers datant des guerres de Yougoslavie.

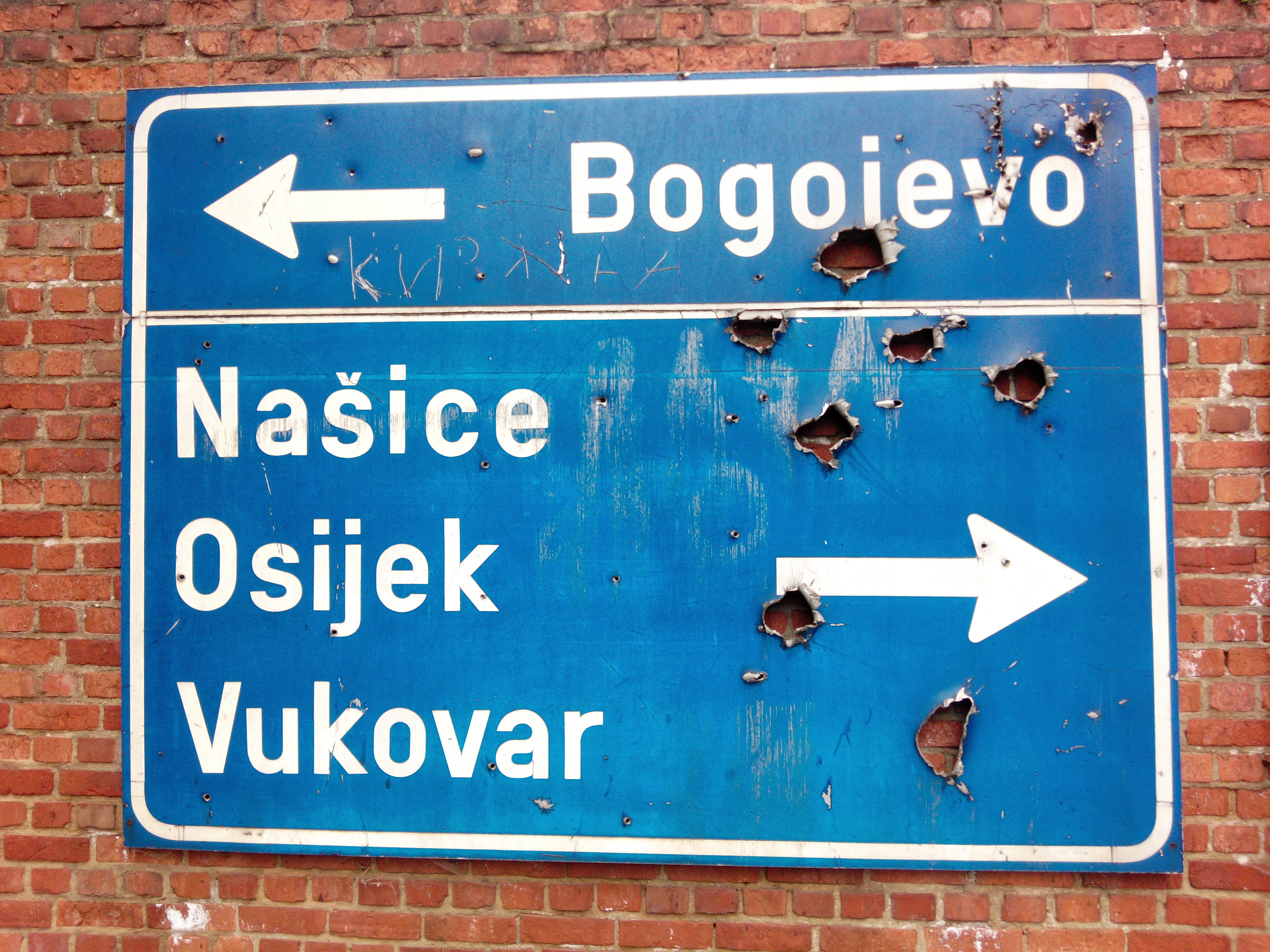
Panneau routier des guerres de Yougoslavie.
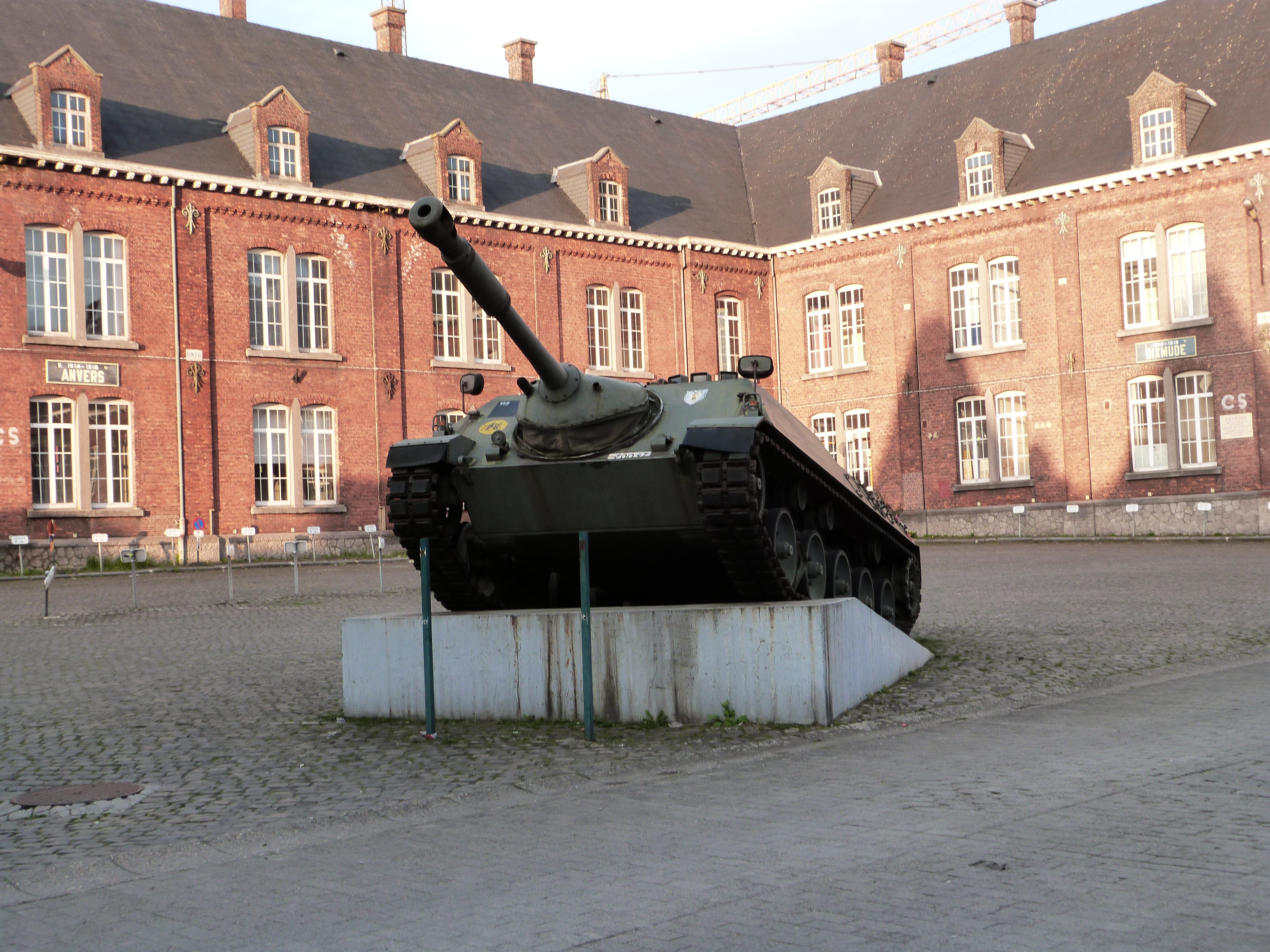
Chasseur de chars.